# Волтер Мартін (велогонщик)
Волтер Мартін (англ. Walden Martin, 28 вересня 1891 — листопад 1966) — американський велогонщик.
Бронзовий призер Олімпійських Ігор 1912 року в роздільній командній гонці.